# Saponaire
Taxons concernés
Dans la famille des Caryophyllaceae :

les Genres :
- Saponaria
- Vaccaria
  - notamment Vaccaria hispanicamodifier

Les saponaires regroupent des plantes essentiellement de la famille des Caryophyllaceae qui doivent leur nom au fait que leurs rhizomes contiennent des saponines faisant mousser l'eau et leur permettant (au moins pour l'espèce Saponaria officinalis) d'être utilisées comme substitut du savon, d'où ses autres noms d’herbe à savon, savon du fossé, savonnière ou herbe à femme. On en connaît en tout une vingtaine d'espèces, le plus souvent méditerranéennes. Certaines saponaires sont appelées ainsi simplement par analogie ou par traduction littérale du nom de genre Saponaria.

## Saponaria
Parmi la flore française, citons les saponaires :
- Saponaria bellidifolia Sm. - Saponaire à feuilles de Pâquerette ;
- Saponaria caespitosa DC. - Saponaire gazonnante ;
- Saponaria lutea L. - Saponaire jaune ;
- Saponaria ocymoides L. - Saponaire de Montpellier ;
- Saponaria officinalis L. - Saponaire officinale ;
- Saponaria orientalis L. - Saponaire d'Orient.

## Vaccaria
- Vaccaria hispanica - Saponaire des vaches

### Saponaire des vaches: plante autrefois invasive en Amérique du Nord
Elle est aujourd'hui maitrisée grâce aux labours et techniques de désherbage, mais après son introduction d'Europe en Amérique du Nord la saponaire des vaches (telle qu'on l'appelle au Canada où elle est encore considérée comme une mauvaise herbe) a été l'une des principales pestes végétales (mauvaises herbes) des champs de céréales.

### Saponaire des vaches: intérêt médicinal
La saponaire des vaches autrefois considérées comme une mauvaise herbe difficile à gérer dans les champs de céréales nord américains fait partie d'une famille (dite Wang Bu Liu Xing) traditionnellement utilisée en Chine pour réguler certains cycles hormonaux (menstruations) et soigner les infections du sein et certains cancers. 
Diverses études scientifiques faites depuis les années 1990 laissent penser que les saponines ont effectivement des vertus intéressantes.
- Des saponines purifiées sont déjà utilisées comme adjuvant de vaccins pour animaux, et font l'objet d'essais pour l'Homme.
- La saponaire des vaches est la plante qui produit le plus de saponines et elle est facile à cultiver et peut être semée et récoltée avec le même matériel que celui utilisé pour le colza[3]. 4 000 m2 de culture de saponaire des vaches produit une tonne de graines riche en amidon fin (60 % de son poids), et au moins 20 kg de saponine. Selon le CNRC d'autres composés pourraient aussi avoir un intérêt commercial[3]. Un risque lié à une culture industrielle de cette plante serait de produire des plantes invasives résistantes aux désherbants classiques.